# Maydenoptila rupina
Maydenoptila rupina är en nattsländeart som beskrevs av Arturs Neboiss 1977. Maydenoptila rupina ingår i släktet Maydenoptila och familjen smånattsländor. Inga underarter finns listade i Catalogue of Life.